# Abacteriano
 Abcteriano é um adjetivo que usamos para dar caracteristíca a algo ou pessoa que está isento (livre) de bactérias.
Ex.: Este prato é abacteriano.